# Hyperietta stebbingi
Hyperietta stebbingi är en kräftdjursart som beskrevs av Bowman 1973. Hyperietta stebbingi ingår i släktet Hyperietta och familjen Lestrigonidae. Inga underarter finns listade i Catalogue of Life.